# Broadview (Montana)
Broadview é uma cidade localizada no estado americano de Montana, no Condado de Yellowstone.

## Demografia
Segundo o censo americano de 2000, a sua população era de 150 habitantes. 
Em 2006, foi estimada uma população de 150, um aumento de 0 (0.0%).

## Geografia
De acordo com o United States Census Bureau tem uma área de 
0,6 km², dos quais 0,6 km² cobertos por terra e 0,0 km² cobertos por água.

## Localidades na vizinhança
O diagrama seguinte representa as localidades num raio de 44 km ao redor de Broadview. 